# Bacino del Rio Miseria
Bacino del Rio Miseria este o arie protejată (arie specială de conservare — SAC, sit de importanță comunitară — SCI) din Italia întinsă pe o suprafață de 2.094 ha, integral pe uscat.

## Localizare
Centrul sitului Bacino del Rio Miseria este situat la coordonatele 44°30′40″N 8°30′28″E / 44.511111°N 8.507778°E.

## Înființare
Situl Bacino del Rio Miseria a fost declarat sit de importanță comunitară în septembrie 1995 pentru a proteja 13 specii de animale. Situl a fost protejat și ca arie specială de conservare în mai 2017.

## Biodiversitate
Situată în ecoregiunea continentală, aria protejată conține 4 habitate naturale: Păduri aluvionare cu Alnus glutinosa și Fraxinus excelsior (Alno-Padion, Alnion incanae, Salicion albae), Păduri de pin mediteraneene cu pini mezogeni endemici, Pajiști uscate seminaturale și facies de acoperire cu tufișuri pe substraturi calcaroase (Festuco-Brometalia) (* situri importante pentru orhidee), Păduri de Castanea sativa.
La baza desemnării sitului se află mai multe specii protejate:
- păsări (7): ciuf-de-pădure (Asio otus), șorecarul comun (Buteo buteo), mierla de apă (Cinclus cinclus), șerpar (Circaetus gallicus), vânturel roșu (Falco tinnunculus), stârc de noapte (Nycticorax nycticorax), huhurez mic (Strix aluco)
- mamifere (1): lupul (Canis lupus)
- nevertebrate (1): Oxygastra curtisii
- pești (4): Barbus plebejus, Cobitis bilineata, Protochondrostoma genei, Telestes muticellus

Pe lângă speciile protejate, pe teritoriul sitului au mai fost identificate 1 specie de amfibieni, 2 specii de mamifere, 7 specii de reptile.